# Westerhorn (De Marne)
Westerhorn of De Kolken is een buurtje in de gemeente Het Hogeland in de Nederlandse provincie Groningen. Het ligt aan de oude provinciale dijk ten westen van Hornhuizen en ten noorden van Midhuizen en Ulrum. Ten noordwesten liggen de Westpolder en de Hornhuizerpolder. In de buurtschap staan 2 boerderijen.
De benaming komt van boerderij Westerhorn, die in het verleden ook De Kolken of Lutjeboeren werd genoemd. De Kolken verwijst naar de vier kolken die hier liggen. Het zijn restanten van de dijkdoorbraak bij de Kerstvloed van 1717. De grootste en meest noordoostelijke kolk ligt ten oosten van boerderij Westerhorn en heeft een oppervlakte van 1,5 hectare.
De boerderij Westerhorn is ontstaan uit twee kleinere boerderijen, die in 1797 werden verenigd. Het fraaie voorhuis is van 1914. Het bouwjaar van de schuren is onbekend. Later werden er nog een aantal schuren bijgebouwd. Ten oosten van boerderij Westerhorn staat een kop-hals-rompboerderij met een voorhuis uit 1814. De schuren brandden in 1900 af na een blikseminslag en zijn herbouwd in 1901. Tussen beide boerderijen en ten zuidoosten van de grote kolk stond tot begin 19e eeuw nog een huis dat ook als kroeg heeft dienstgedaan.

De tegenhanger van Westerhorn is Oosterhorn ten noorden van Hornhuizen.

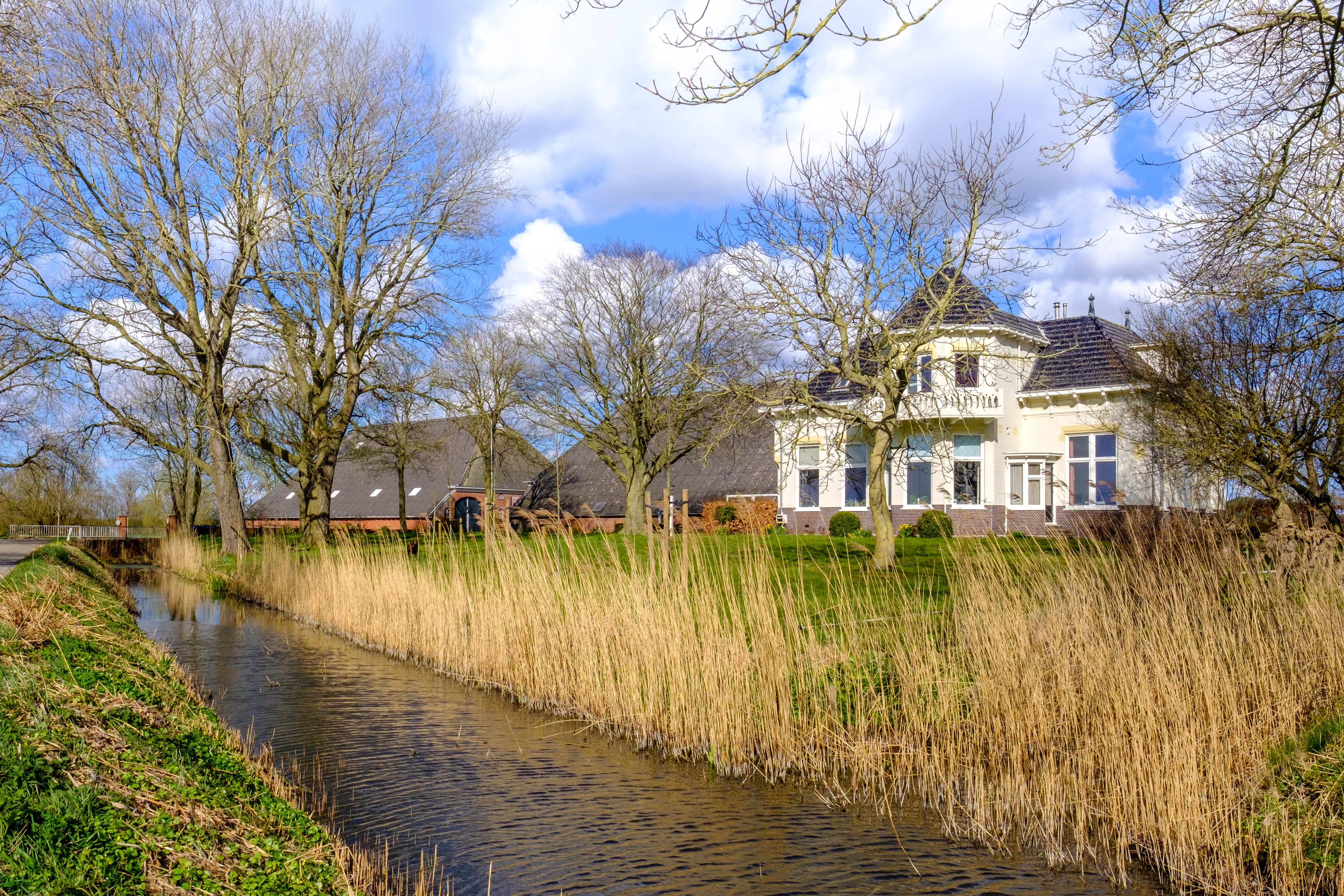
Boerderij Westerhorn
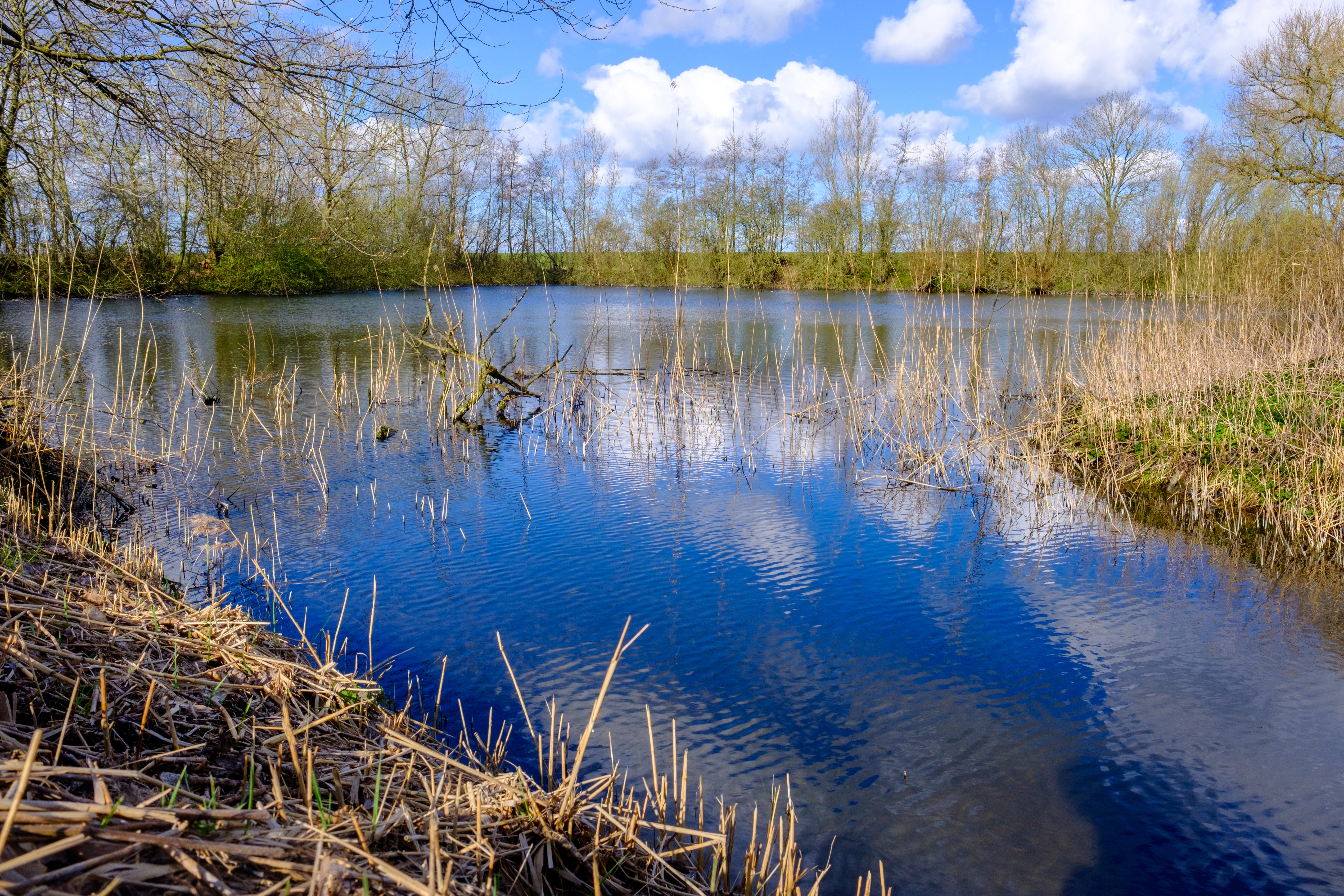
Kleine kolk ten westen van boerderij Westerhorn
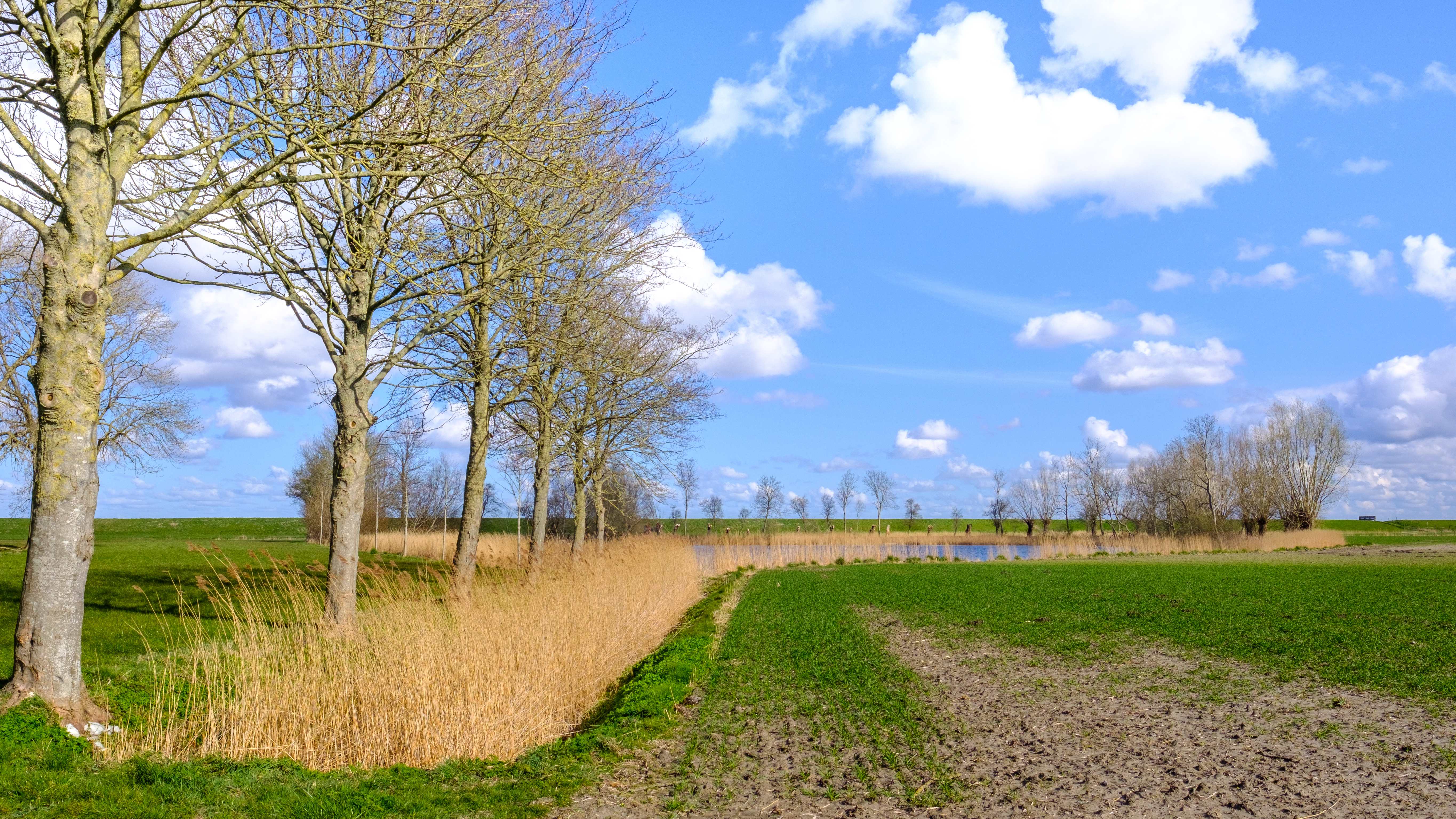
Grote kolk ten oosten van boerderij Westerhorn

Hoofdplaats: Uithuizen

Dorpen: Adorp · Den Andel · Baflo · Bedum · Eenrum · Eppenhuizen · Hornhuizen · Houwerzijl · Kantens · Kloosterburen · 't Lage van de Weg · Lauwersoog · Leens · Leenstertillen · Lutjewolde · Mensingeweer · Molenrij · Niekerk · Noordwolde · Oldenzijl · Onderdendam · Onderwierum · Oosteinde · Oosternieland · Pieterburen · Rasquert · Rodewolt · Roodeschool · Rottum · Saaxumhuizen · Sauwerd · Startenhuizen (deels) · Stitswerd · Tinallinge · Uithuizermeeden · Ulrum · Usquert · Vliedorp · Vierhuizen · Warffum · Warfhuizen · Wehe-den Hoorn · Westerdijkshorn · Westernieland · Wetsinge · Winsum · Zandeweer · Zoutkamp · Zuidwolde · Zuurdijk

Buurtschappen, gehuchten, wierden en buurten: 1e Nijhoezen · 2e Nijhoezen · 't Aagt · Abbeweer · Alinghuizen · Arwerd · Barnegaten · Bellingeweer · Bethlehem · Beusum · Bokum · Breede · Broek · Het Bultje · De Dingen · De Raken · De Vennen · Den Haver · Deikum · Doodstil · Douwen · Duisterwinkel · Eelswerd · Eemshaven · Elens · Ellerhuizen · Ernstheem · Ewer · Grijssloot · Groot Maarslag · Groot Wetsinge · De Haar · Hammeland · Den Hander · Harssens · Hefswal · Hekkum · Helwerd · Heuvelderij · Hiddingezijl · Holwinde · De Hoogte · De Horn · De Houw · 't Houweel · De Hucht · Kaakhorn · Katershorn · Kattenburg · Klei · Kleine Huisjes · Klein Garnwerd · Klein Maarslag · Klein Wetsinge · Kolham · Koningslaagte · Koningsoord · De Knijp · Kruisweg · Lutje Marne · Lutke Saaxum · Maarhuizen · (Marnehuizen) · Menkeweer · Menneweer · Midhalm · Midhuizen · Mollenhuizen · Nijenklooster · Noordpolder · Noordpolderzijl · Obergum · Oldenzijl · Oldorp · Oosterhorn · Oosterhuizen (Eenrum) · Oosterhuizen (Zuidwolde) · Oudedijk · Oudeschip · Paapstil · Panser · Plattenburg · Polen · Ranum · Reidland · Roodehaan · Schapehals · Schaphalsterzijl · Schilligeham · Schouwen · Schouwerzijl · Sint Annerhuisjes · 't Stort · De Streek · Takkebos · Ter Laan · Tijum · Valcum · Valom · Wadwerd · Walsweer · Westerhorn (De Marne) · Westerhorn (Hogeland) · Westerklooster · Westpolder · Wierhuizen · Wierum · 't Wildeveld · Willemsstreek · Zevenhuizen
1. ↑  Op de geologische kaart van Groningen uit 1837 wordt het als 'Kolken of Lutjeboeren' aangeduid.